# Фінал кубка СРСР з футболу 1972
30-й фінал кубка СРСР з футболу відбувся на Центральному стадіоні в Москві. У поєдинку 12 серпня була зафіксована нічия. За тогочасним регламентом був призначений додатковий матч. Наступного дня перемогу, в серії пенальті, здобуло московське «Торпедо».

## Претенденти
«Спартак» (Москва)
- Чемпіон СРСР (9): 1936 (o), 1938, 1939, 1952, 1953, 1956, 1958, 1962, 1969.
- Володар кубка СРСР (7): 1938, 1939, 1946, 1947, 1950, 1958, 1963, 1965, 1971.

«Торпедо» (Москва)
- Чемпіон СРСР (2): 1960, 1965.
- Володар кубка СРСР (4): 1949, 1952, 1960, 1968

## Деталі
| 12 серпня 1972 |

| «Торпедо» М | 0 – 0 | «Спартак» М |
| ----------- | ----- | ----------- |
|             | Звіт  |             |

| Центральний стадіон (Москва) Глядачів: 102 000 Арбітр: Лук'янов (Москва) |

| ТОРПЕДО       |                      |      |
|               |                      |      |
| ВР            | Віктор Банніков      |      |
| ЗХ            | Володимир Краснов    |      |
| ЗХ            | Леонід Пахомов       |      |
| ЗХ            | Віктор Шустиков      |      |
| ЗХ            | Володимир Бутурлакін |      |
| ПЗ            | Володимир Юрін       |      |
| НП            | Анатолій Фетісов     |      |
| НП            | Вадим Ніконов        | 100' |
| НП            | Геннадій Шалімов     |      |
| ПЗ            | Анатолій Дегтерьов   | 106' |
| НП            | Юрій Смирнов         |      |
| Заміни:       |                      |      |
| ПЗ            | Віктор Філіппов      | 100' |
| ПЗ            | Анатолій Соловйов    | 106' |
| Тренер:       |                      |      |
| Віктор Маслов |                      |      |

| СПАРТАК        |                     |     |
|                |                     |     |
| ВР             | Юрій Дарвін         |     |
| ЗХ             | Геннадій Логофет    |     |
| ЗХ             | Сергій Ольшанський  |     |
| ЗХ             | Євген Ловчєв        |     |
| ЗХ             | Микола Абрамов      |     |
| ПЗ             | Микола Кисельов     |     |
| НП             | Віталій Мірзоєв     | 80' |
| НП             | Галімзян Хусаїнов   |     |
| НП             | Валерій Андрєєв     | 61' |
| ПЗ             | Віктор Папаєв       |     |
| ПЗ             | Михайло Булгаков    |     |
| Заміни:        |                     |     |
| ПЗ             | Володимир Редін     | 61' |
| НП             | Олександр Піскарьов | 80' |
| Тренер:        |                     |     |
| Микита Симонян |                     |     |

Додатковий матч
| 13 серпня 1972 |

| «Торпедо» М | 1 – 1 | «Спартак» М |
| ----------- | ----- | ----------- |
| Ніконов 5'  | Звіт  | Папаєв 9'   |

| Центральний стадіон (Москва) Глядачів: 35 000 Арбітр: Лук'янов (Москва) |

|                                               |       | Пенальті                                             |  |
| Ніконов · Юрін · Краснов · Соловйов · Шалімов | 5 — 1 | Папаєв · Єгорович · Ольшанський · Абрамов · Булгаков |  |

| ТОРПЕДО       |                      |      |
|               |                      |      |
| ВР            | Віктор Банніков      |      |
| ЗХ            | Володимир Краснов    |      |
| ЗХ            | Леонід Пахомов       |      |
| ЗХ            | Віктор Шустиков      |      |
| ЗХ            | Володимир Бутурлакін |      |
| ПЗ            | Володимир Юрін       |      |
| НП            | Анатолій Фетісов     | 105' |
| НП            | Вадим Ніконов        |      |
| НП            | Геннадій Шалімов     |      |
| ПЗ            | Анатолій Дегтерьов   |      |
| НП            | Юрій Смирнов         | 55'  |
| Заміни:       |                      |      |
| ПЗ            | Анатолій Соловйов    | 55'  |
| ПЗ            | Віктор Філіппов      | 105' |
| Тренер:       |                      |      |
| Віктор Маслов |                      |      |

| СПАРТАК        |                     |      |
|                |                     |      |
| ВР             | Юрій Дарвін         |      |
| ЗХ             | Геннадій Логофет    |      |
| ЗХ             | Сергій Ольшанський  |      |
| ЗХ             | Євген Ловчєв        |      |
| ЗХ             | Микола Абрамов      |      |
| ПЗ             | Валерій Зенков      |      |
| НП             | Віталій Мірзоєв     | 35'  |
| ПЗ             | Михайло Булгаков    |      |
| НП             | Валерій Андрєєв     | 103' |
| ПЗ             | Віктор Папаєв       |      |
| ПЗ             | Володимир Редін     |      |
| Заміни:        |                     |      |
| НП             | Олександр Піскарьов | 35'  |
| ПЗ             | В'ячеслав Єгорович  | 103' |
| Тренер:        |                     |      |
| Микита Симонян |                     |      |